# كريستوفر دياز فيغيروا
كريستوفر دياز فيغيروا (بالإسبانية: Christopher Díaz-Figueroa) مواليد 14 مارس 1990 في مدينة غواتيمالا، هو لاعب كرة مضرب غواتيمالي يلعب باليد اليمنى. أعلى تصنيف له في الفردي كان المركز الـ 326 في سنة 2011. أعلى تصنيف له في الزوجي كان المركز الـ 275 في سنة 2013.

## روابط خارجية
- كريستوفر دياز فيغيروا على موقع رابطة محترفي التنس (الإنجليزية)
- كريستوفر دياز فيغيروا على موقع الاتحاد الدولي لكرة المضرب (الإنجليزية)
- كريستوفر دياز فيغيروا على موقع كأس ديفيز (الإنجليزية)
- كريستوفر دياز فيغيروا على موقع خلاصة التنس.كوم (الإنجليزية)